# Диана Французская
Диана Французская (фр. Diane de France; 25 июля 1538 — 11 января 1619) — внебрачная (легитимированная) дочь французского короля Генриха II, супруга Франсуа де Монморанси, героиня романа Александра Дюма «Две Дианы». Носила три герцогских титула — герцогини Шательро, Этампа и Ангулема.

## Биография
Она была незаконнорождённой дочерью дофина Генриха (будущего короля Генриха II) и Филиппы Дучи из Пьемонта. Диану воспитывала фаворитка короля Генриха — Диана де Пуатье, и это давало повод полагать, что девочка — дочь короля именно от неё. Так считал, например, Брантом. Диана получила подобающее воспитание: она знала несколько языков (испанский, итальянский и латынь), играла на нескольких музыкальных инструментах и хорошо танцевала.
В 1548 в возрасте 10 лет её положение дочери короля было узаконено, а впоследствии ей были дарованы и титулы — герцогиня де Шательро (1563), д'Этамп (1573) и герцогиня Ангулемская (1582), а также графиня де Коньяк и де Мерпен. 13 февраля 1553 в Сиене она выходит замуж за Орацио Фарнезе, герцога Кастро и внука римского папы Павла III. Её супруг погиб при осаде Эдена 18 июля того же года.

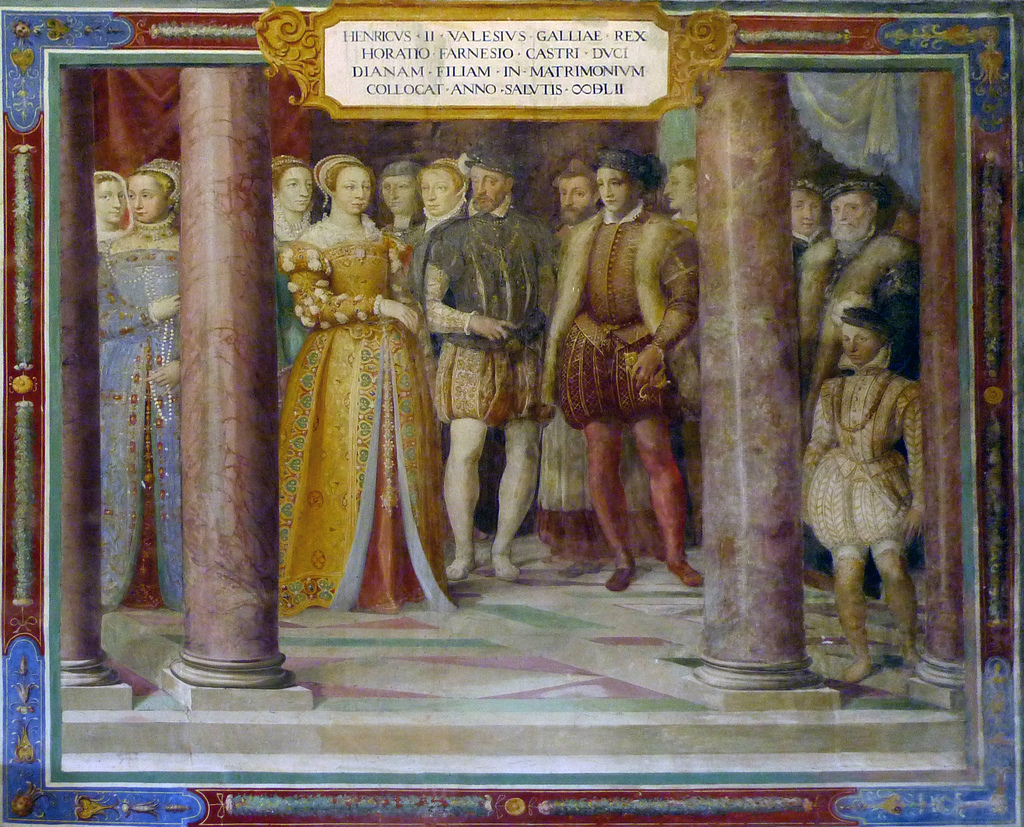
бракосочетание Дианы Французской и Горацио Фарнезе

Венценосный отец устраивает ещё один брак своей дочери и 3 мая 1557 в Виль-Котре Диана выходит замуж за сына коннетабля Анна де Монморанси (и троюродного брата короля) — Франсуа де Монморанси, который наместничал во французской столице.
После смерти Франсуа в 1579 году она приказала построить себе на углу улиц Фран Буржуа и Паве дом, известный ныне как Ангулемский дворец. У неё складывались сердечные отношения с единокровным братом — королём Генрихом III, который даровал ей герцогство Ангулемское в 1582 году.

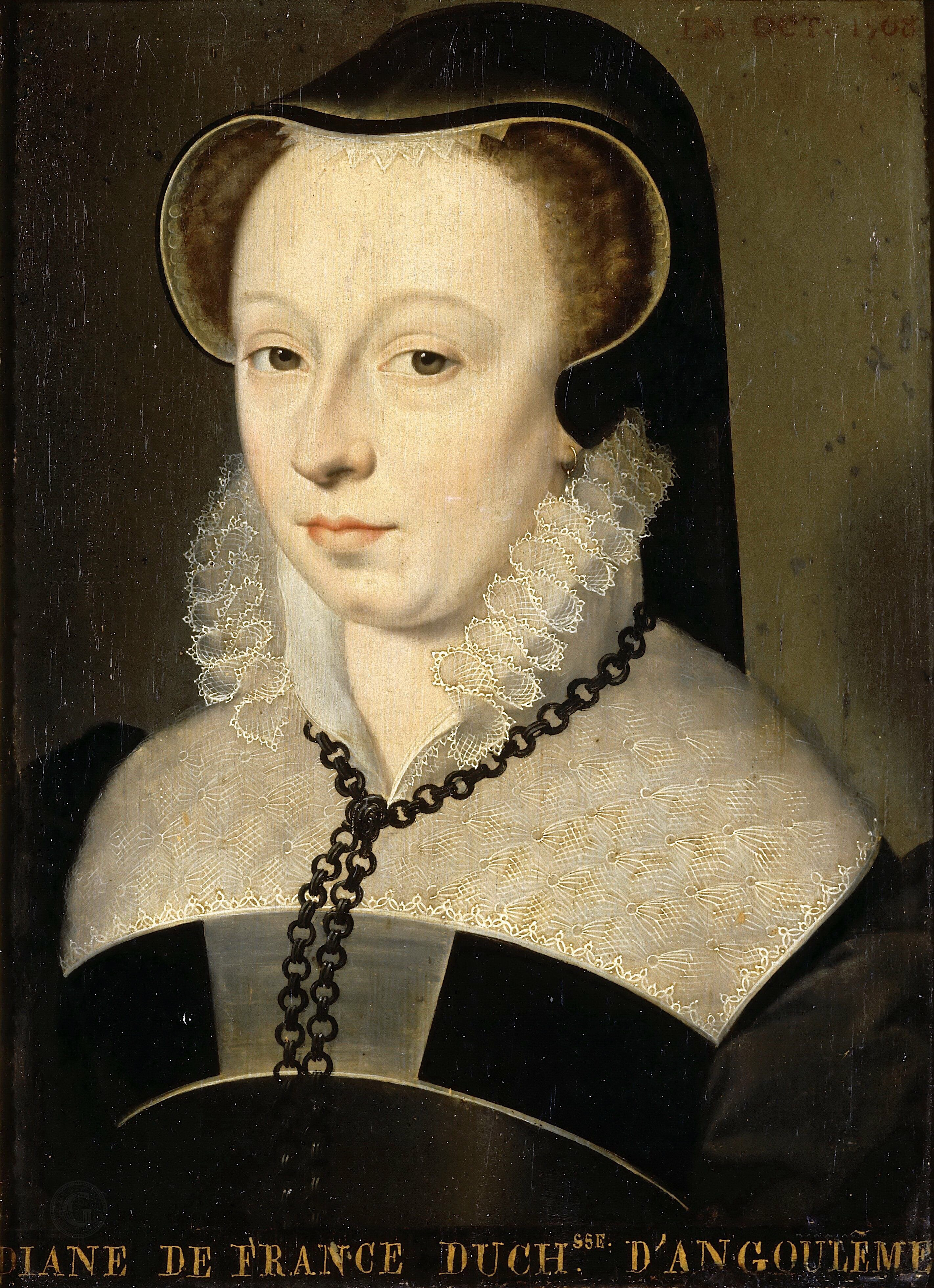
портрет Дианы Французской, написанный придворным художником Франсуа Клуэ, 1568 год.

После убийства герцога Гиза и его брата кардинала Гиза (декабрь 1588), она приняла участие в примирении её единокровного брата — Генриха III — и наследника престола Генриха Наваррского.
После убийства Генриха III Диана устраивается в Турени. Она приобретает обширное имение возле Нотр-Дам-ля-Риш, где она прожила до 1594 (избегая таким образом Парижа и борьбы за власть между Лигой и Генрихом IV). В 1594 году она покидает Турень и устраивается в Венсенне.
Прямых наследников у Дианы не было, поскольку её дети от второго брака — дочь Анна и сын Франсуа — умерли в юном возрасте. Она занималась воспитанием своей племянницы, Шарлотты де Монморанси, и представила её королевскому двору. Пользуясь доверием Генриха IV, она по его просьбе также занималась воспитанием дофина, будущего короля Людовика XIII.
В 1609 году Диана руководила переносом праха Екатерины Медичи из Блуа в Сен Дени к могиле её мужа Генриха II. Она умерла десять лет спустя и была похоронена в парижском монастыре на Королевской площади.